# Rafael Franco

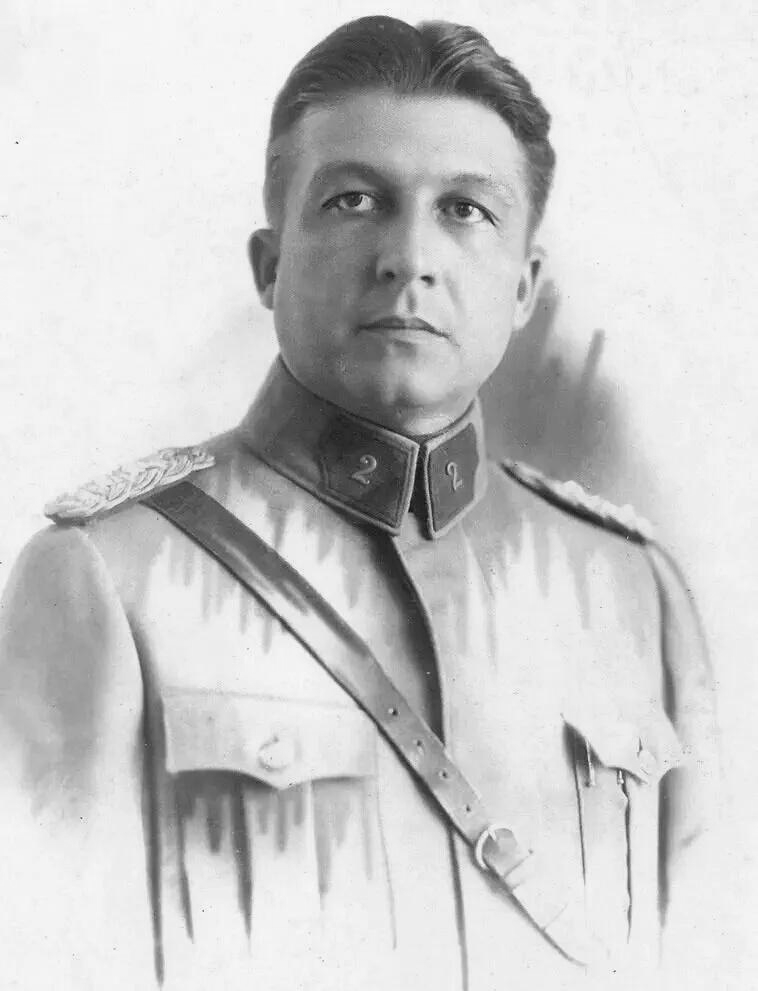
Rafael Franco

Rafael Franco (* 22. Oktober 1896 in Asunción; † 15. September 1973 ebenda) war ein paraguayischer Major und Staatspräsident (1936–1937).
Franco wurde am 22. Oktober 1896 als Sohn von Federico Franco und Marcelina Ojeda in Asunción geboren. Nach der Grundschule besuchte er das Colegio Nacional in Asunción. Im Alter von 19 Jahren begann er seine Ausbildung an der Militärschule. 1918 wurde er zum Leutnant, 1924 zum Hauptmann und 1928 zum Major befördert. Er nahm an Kämpfen im Chaco-Krieg teil und wurde dafür als Kriegsheld gefeiert. Nach einem Staatsstreich am 17. Februar 1936 wurde er am 20. Februar Präsident, bis er am 13. August 1937 durch einen Gegenstreich des Militärs gestürzt wurde. In seiner kurzen Amtszeit schuf er das Landwirtschafts- sowie das Gesundheitsministerium und ließ mehrere Krankenhäuser im Landesinneren bauen. Er gründete verschiedene Gewerkschaften, wie die Central Nacional de Trabajadores, das Comité de Movilización Civil oder die Unión Nacional Feminista, und führte den Achtstundentag sowie den arbeitsfreien Sonntag ein. Den 1. März erklärte er zum Nationalfeiertag. Für die Militärangehörigen des Chaco-Kriegs schuf er eine Rentenversorgung. Er implementierte eine Agrarreform, von der rund 10 000 Familien profitierten. Sie konnten vom Staat jeweils bis zu 50 ha Land erwerben mit einer Tilgungsfrist von 15 Jahren.
Danach lebte Franco im Exil in Montevideo, wo er mehr als 20 Jahre verbrachte. Zwischenzeitlich nahm er als Kommandant im Bürgerkrieg von 1947 teil. Später durfte er nach Asunción zurückkehren, wo er am 15. September 1973 im Alter von 77 Jahren verstarb. Er lebte und starb trotz seiner hohen Funktion arm, als Beleg für seine anerkannte Bescheidenheit und Aufrichtigkeit.